# Levitating
Levitating è un singolo della cantante britannica Dua Lipa, pubblicato il 13 agosto 2020 come quinto estratto dal secondo album in studio Future Nostalgia.

## Descrizione
Levitating è stata scritta durante una sessione in studio che Dua Lipa, Clarence Coffee Jr., Sarah Hudson e Stephen Kozmeniuk hanno tenuto in Giamaica. L'ispirazione è arrivata quando il team ha ordinato una scatola di ciambelle consumata, con la quale si sono sentiti "lievitare" per via delle quantità di zuccheri. Dua Lipa ha affermato che solo dopo Levitating ha iniziato a prendere forma il sound di Future Nostalgia, definendo il brano «il punto d'inizio» per la realizzazione del disco.
Il brano è stato descritto come un pezzo disco, electro, power pop e space rock influenzato dalle sonorità della musica pop, R&B ed elettronica degli anni ottanta e novanta. È stato composto in chiave di Fa# minore con un tempo di 103 battiti per minuto.
Il testo contiene numerosi riferimenti allo spazio cosmico: la metafora di una navicella spaziale che irradia lo spazio di euforia e felicità è infatti utilizzata per rappresentare l'amore e, più nello specifico, i sentimenti che la cantante prova per l'anima gemella. Rhian Daly del NME ha riassunto il significato del testo di Levitating come «un amore scritto nelle stelle». Dua Lipa ha deciso di aggiungere una strofa rap influenzata dai Blondie al brano per rimarcare il suo accento britannico. Levitating è stata paragonata alle opere degli Chic, i Daft Punk, Debbie Harry, i Jackson 5 (Blame It on the Boogie), gli OutKast (Rosa Parks), Kylie Minogue, i Moloko, Kate Nash, le Spice Girls, Katy Perry, Tinie Tempah (Pass Out) e The Weeknd (Starboy), nonché gli effetti sonori del videogioco del 1996 Super Mario 64.

## Controversie
Il 1º marzo 2022 è stato annunciato che il gruppo musicale reggae Artikal Sound System ha depositato presso la corte federale di Los Angeles una denuncia indirizzata agli autori di Levitating e alla Warner Records per plagio nei confronti del loro brano del 2017 Live Your Life, sostenendo che Levitating «non sia stata creata in modo indipendente» in quanto Lipa e il suo team hanno avuto modo di «accedere» alla loro canzone. Il successivo 4 marzo, presso il tribunale federale di Manhattan, anche gli autori L. Russell Brown e Sandy Linzer hanno depositato un'accusa di plagio contro Lipa, sostenendo che la melodia caratteristica nell'introduzione di Levitating sia stata copiata dalle strofe di due canzoni da loro composte, Wiggle and Giggle All Night di Cory Daye del 1979 e Don diablo di Miguel Bosé del 1980, citando inoltre come essa sia stata particolarmente importante nell'aiutare il pezzo a diventare virale su TikTok.
Nel novembre 2022 i rappresentanti legali della cantante hanno inviato una mozione per richiedere l'archiviazione dell'accusa di plagio proveniente dagli Artikal Sound System, da loro definita «speculativa, vaga e senza alcun elemento concreto che dimostri le somiglianze tra le due canzoni». Vennero respinte anche le accuse di plagio di Brown e Linzer.

## Formazione
Musicisti
- Dua Lipa – voce
- Stephen Kozmeniuk – basso, batteria, chitarra, sintetizzatore
- Stuart Price – basso, tastiere
- Clarence Coffee Jr. – cori
- Sarah Hudson – cori
- Paul Phamous – cori
- Todd Clark – cori
- Russell Graham – tastiere
- Lorna Blackwood – programmazione
- Bosko Electrospit Kante – talk box

Produzione
- Stephen Kozmeniuk – produzione, produzione vocale
- Stuart Price – produzione
- Matt Snell – ingegneria del suono
- Lorna Blackwood – assistenza aggiuntiva alla registrazione vocale
- Phil Hotz – ingegneria del suono aggiuntiva
- Cameron Gower Poole – tecnico vocale
- Josh Gudwin – missaggio
- Elijah Marrett-Hitch – assistenza al missaggio
- Chris Gehringer – mastering

## Classifiche

### Classifiche settimanali
| Classifica (2020-21) | Posizione massima |
| -------------------- | ----------------- |
| Grecia               | 31                |
| India                | 2                 |
| Lituania             | 41                |
| Perù                 | 72                |
| Portogallo           | 83                |
| Slovacchia           | 62                |
| Spagna               | 71                |
| Sudafrica            | 16                |

### Classifiche di fine anno
| Classifica (2021) | Posizione |
| ----------------- | --------- |
| Australia         | 5         |
| Austria           | 28        |
| Canada            | 1         |
| Danimarca         | 14        |
| Germania          | 42        |
| India             | 3         |
| Irlanda           | 4         |
| Islanda           | 16        |
| Italia            | 66        |
| Regno Unito       | 6         |
| Stati Uniti       | 1         |
| Svizzera          | 19        |
| Ungheria          | 3         |
| Classifica (2022) | Posizione |
| Australia         | 14        |
| Canada            | 40        |
| Danimarca         | 88        |
| India             | 10        |
| Regno Unito       | 56        |
| Stati Uniti       | 42        |
| Svizzera          | 83        |
| Classifica (2023) | Posizione |
| Australia         | 47        |

### Classifiche di fine secolo
| Classifica (2000-2024) | Posizione |
| ---------------------- | --------- |
| Stati Uniti            | 9         |

### Classifiche di tutti i tempi
| Classifica (1958-2021) | Posizione |
| ---------------------- | --------- |
| Stati Uniti            | 32        |

## The Blessed Madonna Remix
Levitating (The Blessed Madonna Remix), il primo remix ufficiale del brano realizzato dalla DJ statunitense The Blessed Madonna, è stato pubblicato in concomitanza con il lancio della versione originale come primo singolo estratto dal primo album di remix di Dua Lipa Club Future Nostalgia. Tale versione vede la partecipazione della cantante statunitense Madonna e della rapper statunitense Missy Elliott.

### Pubblicazione
Il 30 giugno 2020 la rivista musicale britannica Music Week ha pubblicato un'intervista con il manager di Dua Lipa, Ben Mawson, che ha affermato che la cantante avrebbe a breve pubblicato una collaborazione con Madonna, una delle maggiori influenze per l'album Future Nostalgia (lo stesso Stuart Price, produttore di Levitating, aveva prodotto Confessions on a Dance Floor nel 2005). Il successivo 27 luglio Dua Lipa ha annunciato il remix sui suoi profili social come singolo apripista per Club Future Nostalgia.
Il singolo è stato pubblicato a livello globale alle ore 17 (CET) del 13 agosto 2020. È stato mandato in rotazione radiofonica nelle stazioni italiane a partire dallo stesso giorno. Oltre ai formati digitali, è stato realizzato un disco in vinile di Levitating, che è stato pubblicato il 21 agosto dall'etichetta indipendente di The Blessed Madonna, We Still Believe. È stato mandato in rotazione radiofonica solo in Italia, a partire dal giorno della sua pubblicazione.

### Descrizione
Dua Lipa aveva inizialmente intenzione di pubblicare un remix di The Blessed Madonna di Levitating come singolo, ma quando ha realizzato che la canzone avrebbe avuto valore aggiunto con la collaborazione di altri artisti, ha contattato Madonna e Missy Elliott via e-mail. Dopo che entrambe hanno accettato, il remix è stato realizzato attraverso un processo che Dua Lipa ha descritto come un «gigantesco puzzle», in cui le nuove parti della canzone le sono state inviate separatamente e sono state unite una ad una al prodotto finale.
Il remix di Levitating è stato descritto come un brano electro house e future bass influenzato dalla musica disco. Ha un tempo superiore rispetto alla versione originale del brano. Ciascuna delle tre cantanti canta una strofa, mentre il ritornello è spartito fra Dua Lipa e Madonna.

### Accoglienza
Nella sua recensione pubblicata su Rolling Stone, Brittany Spanos ha descritto il remix di Levitating come «un frenetico pezzo spassoso», apprezzando in particolare il «provocante ed eccentrico» contributo di Missy Elliott. Lo staff di Rap-Up l'ha definito «un pulsante inno da pista da ballo». Katie Bain di Billboard ha affermato che «porta la versione originale del pezzo a un altro livello», mentre Heran Mamo, colonnista per la medesima rivista, ritiene che il remix risalti le qualità da popstar di Dua Lipa. Nel suo articolo per Entertainment Weekly, Nick Romano ha scritto che il brano è «ciò che serve per trasformare il proprio appartamento in una discoteca».

### Video musicale
Il 18 giugno 2020 è trapelata l'informazione che Dua Lipa stava partecipando alle riprese di un video musicale per un brano di Future Nostalgia, e che il suo fidanzato Anwar Hadid sarebbe comparso nel ruolo dell'interesse amoroso della cantante. Il video del Blessed Madonna Remix è stato girato a metà giugno a porte chiuse in uno studio di Londra ed è stato pubblicato sul canale YouTube di Dua Lipa all'una del pomeriggio (ora italiana) del 14 agosto 2020. È stato diretto da Will Hooper.

### Tracce
1. Levitating (The Blessed Madonna Remix) (feat. Madonna & Missy Elliott) – 4:10

### Successo commerciale
Nella classifica britannica Levitating ha debuttato alla 39ª posizione nella pubblicazione del 27 agosto 2020 con 11 259 unità di vendita. Come da regolamento della Official Charts Company, entrambe le versioni del brano hanno contribuito al suo posizionamento, nonostante la sola versione originale compaia in classifica. Nella classifica annuale dei brani più trasmessi dalle radio italiane si è piazzato al 6º posto.

### Classifiche
| Classifica (2020-21) | Posizione massima |
| -------------------- | ----------------- |
| Australia            | 4                 |
| Belgio (Fiandre)     | 82                |
| Belgio (Vallonia)    | 62                |
| Germania             | 16                |
| Irlanda              | 41                |
| Italia               | 41                |
| Lituania             | 91                |
| Regno Unito          | 39                |
| Stati Uniti          | 110               |
| Svizzera             | 11                |

## DaBaby Remix
Il 2 ottobre 2020 è stato pubblicato Levitating (DaBaby Remix), il secondo remix ufficiale del singolo, con la partecipazione del rapper statunitense DaBaby.

### Pubblicazione
Il 25 settembre 2020 DaBaby ha confermato in un'intervista radiofonica con Capital FM che una sua collaborazione con Dua Lipa sarebbe uscita presto. Più tardi nello stesso giorno, la cantante ha annunciato che il remix di Levitating registrato insieme al rapper sarebbe uscito una settimana dopo. È stato pubblicato in digitale alla mezzanotte (ora italiana) del successivo 2 ottobre, ed è stato inviato immediatamente alle radio italiane. La data radiofonica statunitense per le stazioni mainstream è stata fissata per il 6 ottobre. Inizialmente il remix doveva andare in rotazione radiofonica anche nelle adult contemporary radio a partire dal 19 dello stesso mese, ma è stato sostituito dalla versione originale del brano.

### Promozione
Il 14 marzo 2021 Dua Lipa e DaBaby hanno eseguito il remix per la prima volta in televisione in un medley con Don't Start Now nell'ambito dei Grammy Award.

### Video musicale
Dal 25 al 31 agosto 2020 Dua Lipa ha tenuto un concorso sulla piattaforma TikTok per trovare i migliori spunti riguardanti coreografie, animazioni e trucco da includere nel video di Levitating, con la possibilità di partecipare alle riprese come premio per i vincitori. Il video, diretto da Warren Fu, vede Dua Lipa e DaBaby ballare in un nightclub futuristico. È stato pubblicato sul canale YouTube della cantante alle due del pomeriggio (ora italiana) del 2 ottobre 2020, poche ore dopo la pubblicazione commerciale del brano.

### Tracce
1. Levitating (Remix) (feat. DaBaby) – 3:23

### Successo commerciale
Negli Stati Uniti il remix è arrivato alla 10ª posizione della Billboard Hot 100 nella pubblicazione del 9 gennaio 2021, divenendo la terza top ten di Dua Lipa e la quinta di DaBaby. Nel corso della settimana ha raggiunto 47,5 milioni di radioascoltatori, ha totalizzato 10,2 milioni di stream e ha venduto 9 000 copie. Quasi un mese dopo, nella pubblicazione del 6 febbraio 2021, è arrivato al numero 5 grazie a 54,3 milioni di audience radiofonica, 13 milioni di stream e 8 000 copie distribuite. In questo modo è diventato il secondo miglior piazzamento della cantante nella classifica, dietro Don't Start Now che arrivò 2º nel marzo 2020. Nella terza settimana di maggio 2021, dopo che la canzone ha ottenuto popolarità su TikTok, ha raggiunto un nuovo picco al 4º posto con 51 milioni di radioascoltatori, 9 700 download e 21,8 milioni di stream, mentre nella quarta settimana dello stesso mese si è elevata al numero 2, bloccata alla vetta da Leave the Door Open dei Silk Sonic, dopo aver totalizzato 21,9 milioni di stream, 19 900 vendite digitali e 59,7 milioni di ascolti registrati nelle radio del paese. In questo modo ha equiparato Don't Start Now come miglior picco per Lipa nella Hot 100. A novembre ha totalizzato 41 settimane di permanenza in top ten, divenendo il singolo di un'artista femminile più longevo in tale regione della classifica, sorpassando Girls like You dei Maroon 5 in collaborazione con Cardi B. Nella classifica di fine anno Levitating è risultata prima, facendo di Lipa la prima artista donna solista a compiere ciò dal 2011 quando Adele ci riuscì con Rolling in the Deep; inoltre è divenuta la prima canzone numero uno nella graduatoria di fine anno senza aver raggiunto il primo posto in quella settimanale dal 2001 quando i Lifehouse ottennero questo risultato con Hanging by a Moment.
In Canada, a seguito della performance della cantante ai Grammy Awards annuali, il remix del brano è salito alla prima posizione della Billboard Canadian Hot 100, divenendo il primo singolo numero uno per Lipa e il secondo per DaBaby. È inoltre risultato il 2º singolo più venduto della prima metà del 2021 con 411 000 unità distribuite.
Il remix ha permesso a Levitating di rientrare nella classifica britannica alla 30ª posizione nella pubblicazione del 16 ottobre 2020, raggiungendo così un nuovo picco con 11 259 unità totalizzate. Come già accaduto per il Blessed Madonna Remix, anche se tutte e tre le versioni del brano hanno contribuito a questo posizionamento (e il remix più recente è stato di gran lunga la più popolare), solo la versione originale compare in classifica. Il successivo 3 dicembre, a seguito dell'esibizione del brano al concerto virtuale di Lipa Studio 2054, il brano è salito fino al 5º posto con 28 201 unità, regalando alla cantante la sua decima top ten nella Official Singles Chart.

### Controversie
Il 25 luglio 2021 DaBaby si è esibito al Rolling Loud, durante il quale si è rivolto con un linguaggio scurrile alla folla e ha fatto dichiarazioni controverse sul tema delle malattie sessualmente trasmissibili, AIDS e comunità LGBT. A seguito di ciò numerose emittenti radiofoniche statunitensi hanno interrotto la trasmissione del remix del brano, favorendo la versione originale della cantante britannica, portando ad un calo degli ascolti al 70% della collaborazione. La stessa Lipa, attraverso una denuncia pubblicata su Instagram, ha preso le distanze dalle affermazioni del rapper e ha ribadito il proprio sostegno verso la comunità arcobaleno.
I fan della cantante hanno inoltre chiesto all'artista di rimuovere determinata versione dalle piattaforme digitali a seguito della polemica, chiedendole di sostituire il rapper con Megan Thee Stallion o Lil Nas X. A partire dalla pubblicazione del 28 agosto 2021 DaBaby non viene più accreditato come artista ospite di Levitating nella Hot 100 statunitense.

### Classifiche

#### Classifiche settimanali
| Classifica (2020-23) | Posizione massima |
| -------------------- | ----------------- |
| Argentina            | 24                |
| Austria              | 12                |
| Belgio (Fiandre)     | 32                |
| Belgio (Vallonia)    | 27                |
| Bielorussia          | 112               |
| Bulgaria             | 1                 |
| Canada               | 1                 |
| Corea del Sud        | 171               |
| Croazia              | 1                 |
| Danimarca            | 9                 |
| Finlandia            | 11                |
| Francia              | 24                |
| Grecia               | 3                 |
| Irlanda              | 4                 |
| Islanda              | 11                |
| Kazakistan           | 127               |
| Libano               | 10                |
| Lituania             | 6                 |
| Malaysia             | 8                 |
| Norvegia             | 7                 |
| Nuova Zelanda        | 5                 |
| Paesi Bassi          | 23                |
| Panama               | 28                |
| Perù                 | 39                |
| Polonia              | 3                 |
| Portogallo           | 11                |
| Regno Unito          | 5                 |
| Repubblica Ceca      | 2                 |
| Russia               | 22                |
| Singapore            | 6                 |
| Slovacchia           | 4                 |
| Slovenia             | 24                |
| Spagna               | 74                |
| Stati Uniti          | 2                 |
| Svezia               | 20                |
| Ungheria             | 2                 |
| Vietnam              | 83                |

#### Classifiche di fine anno
| Classifica (2021) | Posizione |
| ----------------- | --------- |
| Belgio (Fiandre)  | 77        |
| Belgio (Vallonia) | 66        |
| Brasile           | 121       |
| Croazia           | 6         |
| Francia           | 20        |
| Norvegia          | 14        |
| Nuova Zelanda     | 2         |
| Paesi Bassi       | 22        |
| Polonia           | 61        |
| Portogallo        | 19        |
| Russia            | 114       |
| Svezia            | 40        |
| Classifica (2022) | Posizione |
| Francia           | 93        |
| Lituania          | 78        |
| Nuova Zelanda     | 18        |

## Date di pubblicazione
| Paese       | Data di pubblicazione | Formato                      | Versione                  | Etichetta        | Note    |
| ----------- | --------------------- | ---------------------------- | ------------------------- | ---------------- | ------- |
| Italia      | 13 agosto 2020        | Contemporary hit radio       | Originale                 | Warner           | [ 23 ]  |
| Mondo       | 13 agosto 2020        | Download digitale, streaming | The Blessed Madonna Remix | Warner           | [ 171 ] |
| Italia      | 13 agosto 2020        | Contemporary hit radio       | The Blessed Madonna Remix | Warner           | [ 23 ]  |
| Regno Unito | 21 agosto 2020        | 12"                          | The Blessed Madonna Remix | We Still Believe | [ 82 ]  |
| Mondo       | 2 ottobre 2020        | Download digitale, streaming | DaBaby Remix              | Warner           | [ 172 ] |
| Italia      | 2 ottobre 2020        | Contemporary hit radio       | DaBaby Remix              | Warner           | [ 107 ] |
| Stati Uniti | 6 ottobre 2020        | Contemporary hit radio       | DaBaby Remix              | Warner           | [ 109 ] |
| Stati Uniti | 19 ottobre 2020       | Adult contemporary radio     | Originale                 | Warner           | [ 110 ] |